# Sireuil (Charente)
Sireuil is een gemeente in het Franse departement Charente (regio Nouvelle-Aquitaine). De plaats maakt deel uit van het arrondissement Angoulême. Sireuil telde op 1 januari 2022 1.166 inwoners.

## Geografie
De oppervlakte van Sireuil bedroeg op 1 januari 2022 10,01 vierkante kilometer; de bevolkingsdichtheid was toen 116,5 inwoners per km².
De onderstaande kaart toont de ligging van Sireuil met de belangrijkste infrastructuur en aangrenzende gemeenten.

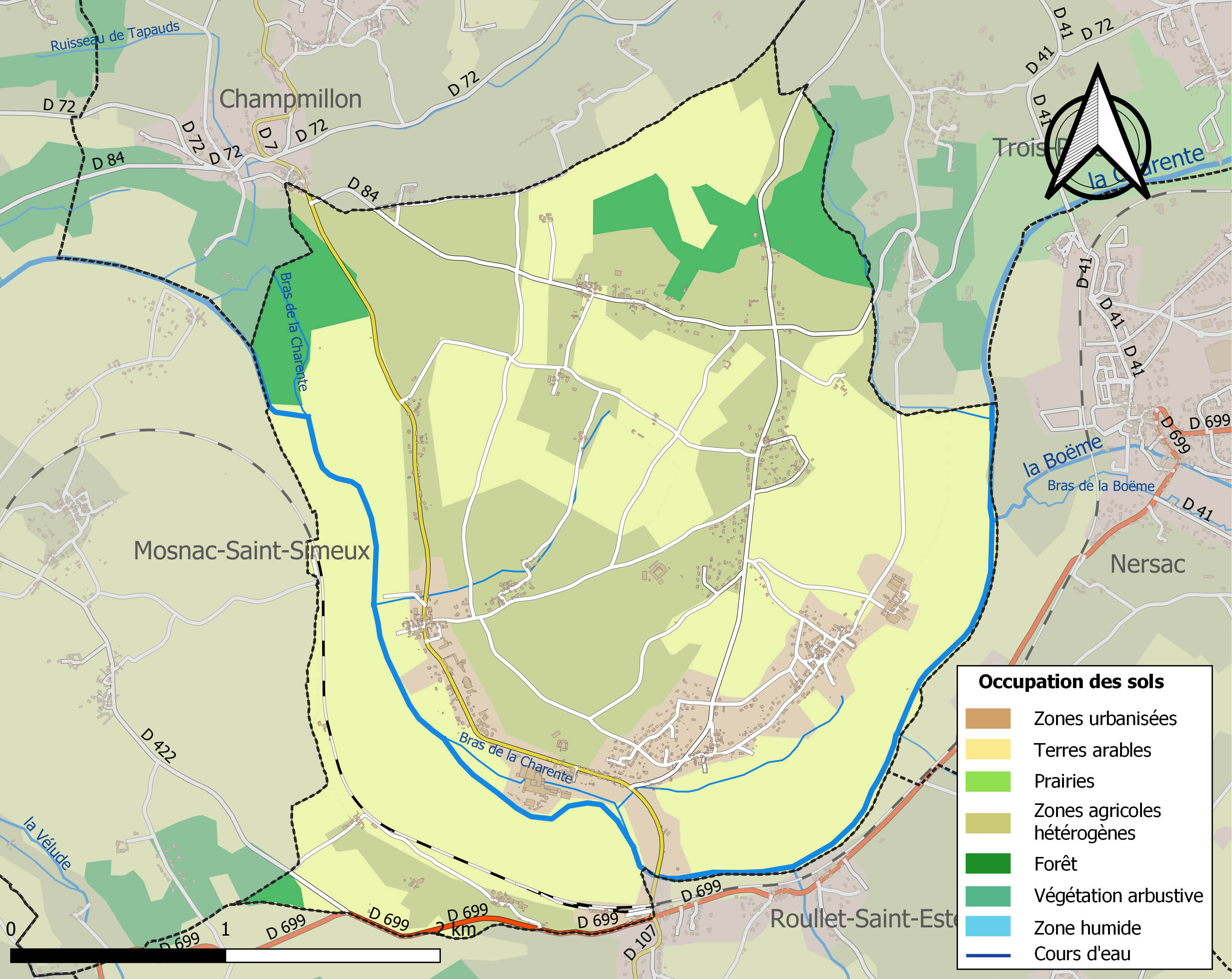

## Demografie
Onderstaande figuur toont het verloop van het inwonertal (bron: INSEE-tellingen).